# Liste der Mitglieder des gambischen Parlaments (1992–1994)
Dies ist eine Liste der Mitglieder des gambischen Parlaments (1992–1994).
Die Mitglieder des Parlaments in der westafrikanischen Staat Gambia, dem Repräsentantenhaus (englisch House of Representatives), wurden bei den Parlamentswahlen 1992 gewählt. Damals bestand das Repräsentantenhaus aus insgesamt 50 Mitgliedern, wovon 36 Mitglieder bei den Wahlen über eine Direktwahl ermittelt wurden, weitere 14 Mitglieder wurden ernannt.

## Mitglieder des Parlaments

### Gewählte Mitglieder des Parlaments
|  | Name                                     | Partei | Wahlkreis          | Verwaltungseinheit | Anmerkung |
|  | ---------------------------------------- | ------ | ------------------ | ------------------ | --------- |
|  | Ibrahima B. A. Kelepha-Samba (1915–1995) | PPP    | Banjul North       | Banjul             |           |
|  | Ebrima A. B. („Presseh“) N’Jie († 2019)  | PPP    | Banjul Central     | Banjul             |           |
|  | Momodou (Dodou) M. Taal                  | PPP    | Banjul South       | Banjul             |           |
|  | Dembo Bojang                             | NCP    | Bakau              | Kombo St. Mary     |           |
|  | Omar A. Jallow (* 1949)                  | PPP    | Serekunda East     | Kombo St. Mary     |           |
|  | Abdoulie A. N’Jie                        | PPP    | Serekunda West     | Kombo St. Mary     |           |
|  | Ebrima K. Sarr                           | PPP    | Northern Kombo     | Brikama            |           |
|  | Mbemba Jatta                             | PPP    | Southern Kombo     | Brikama            |           |
|  | Dembo A. S. Jatta                        | PPP    | Central Kombo      | Brikama            |           |
|  | Lamin Kitty Jabang (* 1942)              | PPP    | Eastern Kombo      | Brikama            |           |
|  | Alkali James Gaye                        | PPP    | Eastern Foni       | Brikama            |           |
|  | Ibrahim J. F. B. Sanyang                 | NCP    | Western Foni       | Brikama            |           |
|  | Momodou Saidwane                         | NCP    | Eastern Jarra      | Mansa Konko        |           |
|  | Yaya Ceesay (* 1937)                     | PPP    | Western Jarra      | Mansa Konko        |           |
|  | Bakary B. Dabo (* 1946)                  | PPP    | Western Kiang      | Mansa Konko        |           |
|  | Wally S. M. Sanneh                       | PPP    | Eastern Kiang      | Mansa Konko        |           |
|  | Saihou S. Sabally (* 1947)               | PPP    | Sabach Sanjal      | Kerewan            |           |
|  | Kebba T. Jammeh (1935–2000)              | PPP    | Illiasa            | Kerewan            |           |
|  | Sheriff M. Dibba (1937–2008)             | NCP    | Central Baddibu    | Kerewan            |           |
|  | Majanko Samusa                           | NCP    | Lower Baddibu      | Kerewan            |           |
|  | Momodou S. K. Manneh                     | Unabh. | Jokadu             | Kerewan            |           |
|  | Jerreba J. Jammeh                        | NCP    | Lower Niumi        | Kerewan            |           |
|  | Landing Jallow Sonko († 2015)            | PPP    | Upper Niumi        | Kerewan            |           |
|  | Sarjo Touray                             | PPP    | Sami               | Georgetown         |           |
|  | Almamy A. Touray                         | Unabh. | Niani              | Georgetown         |           |
|  | Amulai Janneh                            | PPP    | Saloum             | Georgetown         |           |
|  | Mathew Y. Baldeh                         | PPP    | Lower Fulladu West | Georgetown         |           |
|  | M. J. M. („Babung“) Phatty               | GPP    | Upper Fulladu West | Georgetown         |           |
|  | Lamin Waa Juwara (* 1943)                | Unabh. | Niamina            | Georgetown         |           |
|  | Bubacarr M. Baldeh                       | PPP    | Jimara             | Basse              |           |
|  | Pa Mandu Sanyang                         | PPP    | Kantora            | Basse              |           |
|  | Mbemba M. Tambedou                       | GPP    | Tumana             | Basse              |           |
|  | Omar Sey (1941–2018)                     | PPP    | Basse              | Basse              |           |
|  | Seni Singhateh (1939–2013)               | PPP    | Eastern Wuli       | Basse              |           |
|  | Malang A. K. Sawo                        | PPP    | Western Wuli       | Basse              |           |
|  | Musa Drammeh (* 1952)                    | PPP    | Sandu              | Basse              |           |

### Ernannte Mitglieder des Parlaments
14 weitere Mitglieder des Parlaments wurden ernannt, diese sind bislang unzureichend belegt. Darunter wurden fünf von den Seyfolu unter ihren Reihen gewählt. Auch der Attorney General (deutsch Generalstaatsanwalt) ist ex-officio (deutsch von Amts wegen) Mitglied des Parlaments.
| Name                      | Partei | Anmerkung          |
| ------------------------- | ------ | ------------------ |
| n/a                       |        | Attorney General   |
| Momodou Baboucar Njie     |        | Parlamentssprecher |
| Fatou Ceesay              |        |                    |
| Kunda Kamara (1947–2001)  |        |                    |
| Elizabeth Renner (* 1946) |        |                    |
| Agnes Jawo                |        |                    |
| Mary Alaba Mboge          |        |                    |

## Veränderungen
Es sind keine Veränderungen belegt.

## Spezielle Funktionen
- Sprecher der Mehrheitsfraktion (englisch Majority Leader): n/a
- Sprecher der Minderheitsfraktion (englisch Minority Leader): n/a
- Parlamentssprecher: Momodou Baboucar Njie

## Abkürzungen und Akronyme
| PPP | People’s Progressive Party |
| NCP | National Convention Party  |
| GPP | Gambian People’s Party     |
| MP  | Member of Parliament       |